# Окланд (комуна)
Окланд (рум. Ocland) — комуна у повіті Харгіта в Румунії. До складу комуни входять такі села (дані про населення за 2002 рік):
- Кречунел (513 осіб)
- Окланд (569 осіб) — адміністративний центр комуни
- Сату-Ноу (321 особа)

Комуна розташована на відстані 198 км на північ від Бухареста, 37 км на південний захід від М'єркуря-Чука, 57 км на північ від Брашова.

## Населення
За даними перепису населення 2002 року у комуні проживали 1403 особи.
Національний склад населення комуни:
| Національність | Кількість осіб | Відсоток |
| -------------- | -------------- | -------- |
| угорці         | 1380           | 98,4%    |
| румуни         | 17             | 1,2%     |
| цигани         | 6              | 0,4%     |

Рідною мовою назвали:
| Мова      | Кількість осіб | Відсоток |
| --------- | -------------- | -------- |
| угорська  | 1386           | 98,8%    |
| румунська | 17             | 1,2%     |

Склад населення комуни за віросповіданням:
| Релігія                                       | Кількість осіб | Відсоток |
| --------------------------------------------- | -------------- | -------- |
| унітарії                                      | 951            | 67,8%    |
| римо-католики                                 | 402            | 28,7%    |
| реформати                                     | 20             | 1,4%     |
| православні                                   | 17             | 1,2%     |
| не релігійні                                  | 8              | 0,6%     |
| лютерани (Синодально-пресвітеріанська церква) | 1              | 0,1%     |
| лютерани (Аугсбурзького сповідання)           | 1              | 0,1%     |